# Herb Rumunii

Herb Rumunii

Herb Rumunii w obecnej formie został przyjęty w 2016 roku, jednak wzorowany jest na pierwotnej wersji herbu, pochodzącej z 1859 roku.

## Herby królewskiej Rumunii
Gdy w wyniku zjednoczenia Wołoszczyzny i Mołdawii powstało państwo rumuńskie postanowiono, że jego herb będzie nawiązywać do tradycyjnych symboli Wołoszczyzny (złoty orzeł z krzyżem w dziobie) i Mołdawii (byk z gwiazdą między rogami). W 1867 roku zostały dodane symbole czterech prowincji Rumunii (m.in. dwa delfiny symbolizujące Morze Czarne w 1880 r.), a na środku umieszczono herb panującej w kraju dynastii Hohenzollernów z linii Hohenzollern-Sigmaringen (czarno-biała szachownica).
W 1921 do herbu dodano symbol Siedmiogrodu oraz lew i kamienny most, reprezentujący Banat. W wersji wielkiej tarcza z herbem podtrzymywana była przez dwa lwy, zaś nad nią znajdowała się królewska korona.

Herb Wołoszczyzny
Herb Mołdawii
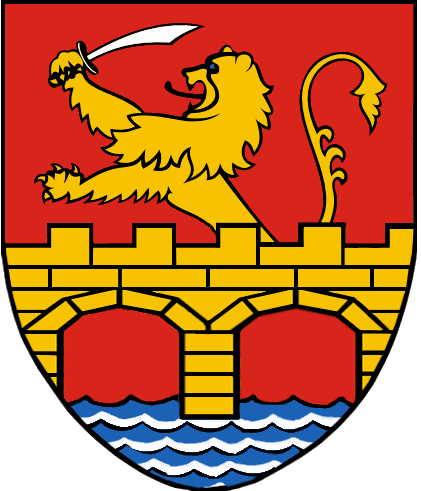
Herb Banatu
Herb Dobrudży
Herb Transylwanii

## Godło Rumunii w latach 1948–1989
W okresie komunistycznym tradycyjne symbole zostały zastąpione nowym. Nowe godło wzorowane było na godłach republik radzieckich: otoczone było wieńcem z kłosów (symbolizujących rolnictwo), od 1952 zawierało czerwoną gwiazdę – symbol socjalizmu, zaś jego centralnym elementem był krajobraz górskiego lasu, z widoczną wieżą wiertniczą. Nawiązywać miało to do typowego widoku rumuńskiej prowincji, oraz wskazywać na rozwój kraju pod rządami nowego ustroju. Jedynymi tradycyjnymi narodowymi motywami umieszczonymi w godle była wstęga w barwach rumuńskiej flagi, na której napisano skrót nazwy kraju. Godło było umieszczane także na ówczesnej fladze Rumunii. W latach 60. godło przeszło drobną modyfikację polegającą na zastąpieniu skrótu nazwy państwa R.P.R (Rumuńska Republika Ludowa) napisem REPUBLICA SOCIALISTǍ ROMÂNIA (Socjalistyczna Republika Rumunii). Symbol z tego okresu kojarzony był powszechnie nie z państwem i narodem, ale ze wszystkimi zbrodniami i niedogodnościami systemu, stąd był on w społeczeństwie bardzo niepopularny, i gdy w 1989 r. doszło w Rumunii do zamieszek antykomunistycznych powszechnie niszczono godła państwowe i wycinano ich wizerunki z flag.
Po przemianach ustrojowych z roku 1989 godło to nie było używane.

Godło socjalistycznej Rumunii na fladze...
...i flaga Rumunii używana w czasie rewolucji w 1989 roku.

## Współczesna Rumunia
Po upadku rządów komunistycznych parlament rumuński w 1992 r., wzorując się na małej odmianie przedwojennego herbu wprowadził herb państwowy w obecnym kształcie. W 2016 r. dokonano modyfikacji herbu poprzez dodanie korony na głowie orła.
Złoty orzeł umieszczony w centralnym miejscu symbolizuje odwagę, a lazurowe tło – niebo. Tarcza herbowa umieszczona na piersi orła podzielona jest na pięć części i zawiera symbole poszczególnych rumuńskich krain historycznych:
- orzeł z krzyżem w dziobie, taki sam jak główny orzeł występujący w godle – symbolizujący Wołoszczyznę,
- głowa byka lub tura z gwiazdą między rogami – symbolizująca Mołdawię,
- lew z szablą w łapie na kamiennym moście – symbolizujący Banat,
- dwa delfiny – symbolizujące Dobrudżę (i Morze Czarne),
- orzeł i siedem wież – symbolizujący Siedmiogród

W herbie pozostawiono przedwojenne insygnia królewskie: miecz i berło, umieszczone w łapach orła. Obecnie oznaczają one suwerenność.

## Galeria

Historyczne herby Rumunii
Herb Zjednoczonego Księstwa Mołdawii i Wołoszczyzny od 1859 do 1861 oraz Zjednoczonego Księstwa Rumunii od 1861 do 1866 oraz Księstwa Rumunii od 1872 do 1881
Herb Księstwa Rumunii od 1867 do 1872
Herb Królestwa Rumunii od 1881 do 1921
Monarchistyczny, przedwojenny (obowiązujący w latach 1921–1947) herb Rumunii (w odmianie wielkiej)
Pierwsza wersja socjalistycznego godła – obowiązywała tylko od stycznia do marca 1948 roku
Godło z lat 1948–1952 (jeszcze bez czerwonej gwiazdy)
Godło z lat 1952–1965
Późniejsza wersja godła socjalistycznej Rumunii – od 1965 do 1989. Rysunek pozostał ten sam, natomiast skrót R.P.R zastąpiono napisem REPUBLICA SOCIALISTǍ ROMÂNIA
Herb Rumunii w latach 1992–2016